# Jason Naismith
Jason Naismith est un footballeur écossais né le 25 juin 1994 à Paisley (Écosse), évoluant au poste de défenseur. 

## Biographie
Jason Naismith est sélectionné dans les équipes nationales de jeunes écossaises.
Avec l'équipe de St Mirren, il dispute 67 matchs en première division écossaise, inscrivant quatre buts.
Le 18 janvier 2017, il rejoint le club de Ross County.
Le 12 juin 2018, il rejoint Peterborough United.

## Palmarès
- Kilmarnock
  - Champion de Scottish Championship (D2) : 2022